# Rufino (prefecto)
Rufino (Galia Aquitania; 335 - Constantinopla; 27 de noviembre de 395), prefecto de pretorio de Teodosio y Arcadio, emperadores romanos de Oriente.

## Biografía
De origen galo, Rufino ejerció el consulado en 392 antes de convertirse en prefecto de pretorio en Constantinopla. A la muerte de Teodosio en enero de 395, durante diez meses se convirtió virtualmente en el gobernante del imperio de Oriente, pues dominaba por completo al joven y débil Arcadio. Intentó que el nuevo emperador se casara con su hija, pero se le adelantó el eunuco Eutropio, quien arregló el matrimonio de Arcadio con Eudoxia, hija de un general franco. 
Rufino era enemigo declarado de Flavio Estilicón, general de origen vándalo al servicio del emperador de Occidente Honorio. Cuando en 395 Estilicón entró en Tracia para frenar el avance de los godos de Alarico, Rufino le acusó de querer hacerse con el control de las tropas de ambos Imperios; bajo su influencia, Honorio ordenó que regresaran a Constantinopla los contingentes orientales que servían a las órdenes de Estilicón. Este quedó sin fuerzas suficientes para derrotar a los visigodos, que al año siguiente saquearon a placer el Peloponeso. El hecho de que las propiedades de Rufino en Tracia fueran respetadas por los visigodos dispararon los rumores sobre un acuerdo con el mismo Alarico.
Pero Rufino no pudo disfrutar de su éxito; algunos mercenarios godos al mando de Gainas, que habían regresado a Constantinopla, lo asesinaron el 27 de noviembre, no se sabe si por orden de Estilicón o de su rival Eutropio, quien se convirtió en el nuevo consejero —y manipulador— de Arcadio. 
Rufino tuvo una hermana, Silvia, devota peregrina citada en la Historia Lausiaca de Paladio, la cual escribió un par de himnos y un relato corto sobre un viaje a Oriente, descubiertos en Arezzo en 1895.